# Палачинка
Палачинка (также, палачинке, палачинта, мн. ч. палачинкен) — разновидность тонких блинов греко-римского происхождения, которые обычно подаются с начинкой. Такой десерт наиболее распространен на Балканах, в Центральной и Восточной Европе.

## История и этимология
Блюдо имеет греко-римские корни. В 350 году до нашей эры древнегреческие поэты Архестрат и Антифан впервые упомянули плакус . Краткое произведение Катона Старшего «De agri cultura» («О земледелии») примерно 160 г. до н. е. содержит сложный рецепт плаценты.
Название происходит от латинского слова placenta, которое, в свою очередь, происходит от греческого слова plakous, что означает тонкие или многослойные лепешки. Блюдо восходит к римской эпохе Центральной Европы, а австрийско-немецкий термин palatschinke(n) считается заимствованным из чешского palačinka, в свою очередь, из венгерского palacsinta, а тот, в свою очередь, от румынского plăcintă и, в конце концов, от латинского placenta.
Согласно Венгерской этнографической энциклопедии, венгерское слово palacsinta является итальянским заимствованием .
Palačinka присутствует в большинстве западно- и южнославянских языков. В польском языке аналогичное блюдо называется naleśnik, по-украински налистник или млинець, в румынском clătită.

## Варианты

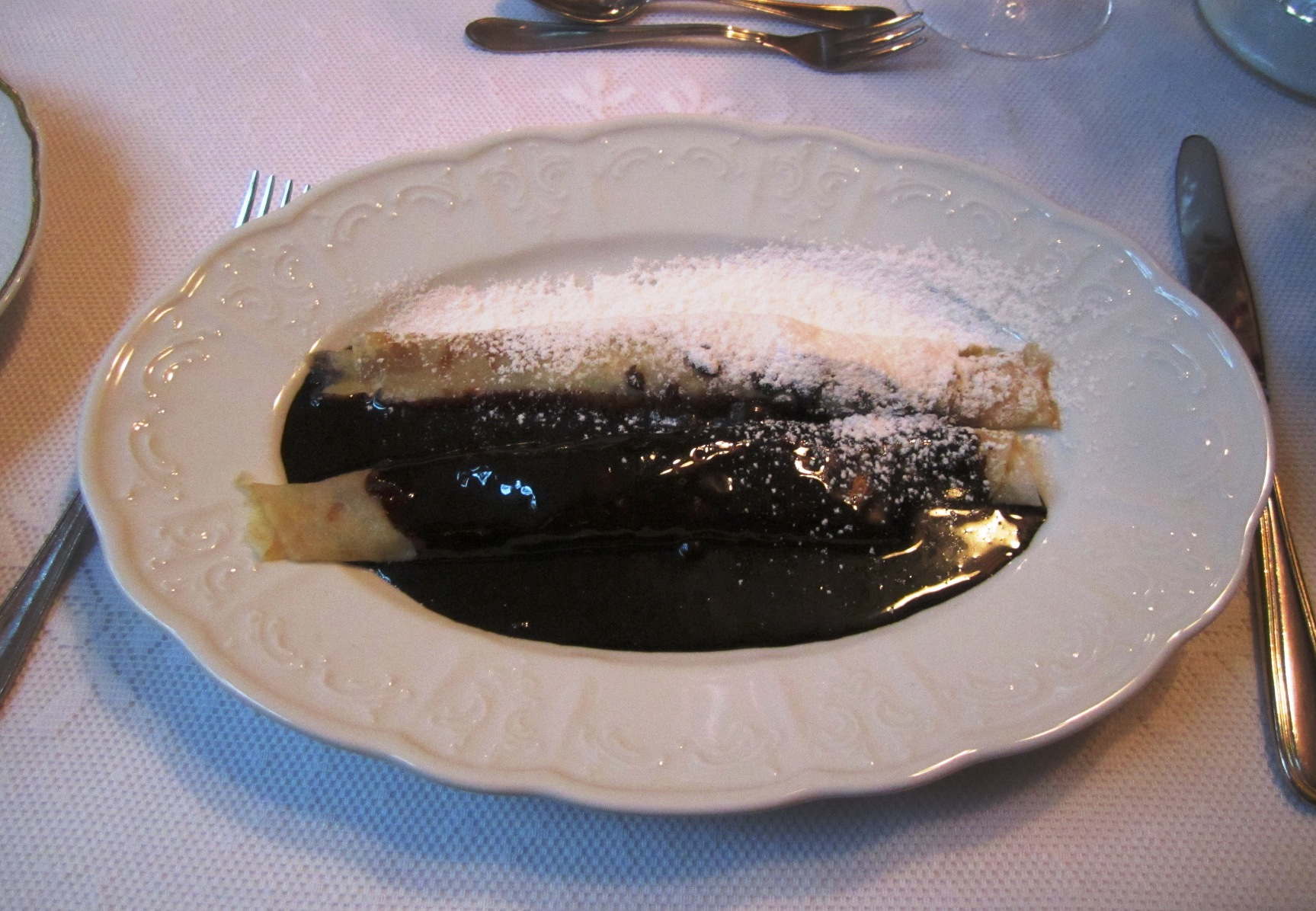
Палачинта под шоколадным соусом

Тесто для палачинке готовится из яиц, пшеничной муки, молока, соли, и обжаривается на сковороде с маслом или жиром. В отличие от более толстых видов блинов, палачинки обычно подают с разными видами начинок и едят на обед или ужин.
Палачинки традиционно сворачивают с абрикосовым, клубничным  или сливовым вареньем внутри и посыпают сахарной пудрой. Разнообразные фруктовые соусы (например, яблочное пюре), или густое фруктовое повидло под названием леквар (сливовое, черносливовое, малиновое, вишневое варенье), лимонный сок и сахар, шоколадный сироп, орехово-шоколадный крем, миндаль, сладкий творог, изюм, какао-порошок, мак, являются распространенными ингредиентами.
Ракотт палачинта (Rakott palacsinta) — традиционный венгерский блинный торт, обычно состоящий из множества слоев палачинке, со сладким творогом и изюмом, вареньем и грецкими орехами между блинами, запеченный в духовке, на манер французских mille crêpes.
Известным венгерским вариантом палачинке являются гундель палачинта или блинчики по-гунделевски (Gundel palacsinta), приготовленные с молотыми грецкими орехами, изюмом, цукатами из апельсиновой цедры, корицей и ромовой начинкой, которые обычно подаются фламбированными в темно-шоколадном соусе.
Палачинке также можно есть несладкими как основное блюдо, например, это хортобадская палачинка с начинкой из мяса. Их также можно есть начиненными творогом или овощами, такими как, шпинат, квашеная капуста, или грибы, политые сметаной.
Нарезанные тонкими полосками в прозрачном бульоне называются Flädle на алеманских диалектах Германии и Швейцарии и Frittaten в Австрии. 